# Non ti presento i miei
Non ti presento i miei (Happiest Season) è un film del 2020 diretto da Clea DuVall.
Pellicola statunitense di ambientazione natalizia con protagonista Kristen Stewart.

## Trama
Abby e Harper sono fidanzate da diverso tempo, tant'è che Abby medita di chiedere ad Harper di sposarla. Il Natale 2020 si avvicina e Harper, che non ha ancora presentato la fidanzata in famiglia, decide di farsi accompagnare dalla sua compagna nella sua casa natia. In tale occasione Harper farà coming out e rivelerà a tutti la sua felicità.
Giunta a destinazione, però, Abby verrà travolta ben presto dal ménage familiare di Harper, composto da dispettucci tra fratelli, genitori pretenziosi e ex fidanzati ingombranti. Tutto ciò sarà un grosso ostacolo sia per la rivelazione di Harper sia per la stabilità della coppia.

## Distribuzione
La pellicola doveva uscire nei cinema statunitensi il 20 novembre 2020 ma a causa della pandemia di COVID-19 è stato acquistato da Hulu, che l'ha reso disponibile via streaming.
In Italia il film è stato trasmesso in prima visione su Sky Cinema Uno il 6 dicembre 2020 e disponibile in streaming sulla piattaforma Now.

## Produzione
Nell'aprile 2018, TriStar Pictures ha acquisito i diritti di distribuzione mondiale del film Happiest Season, con Clea DuVall che dirigerà da una sceneggiatura che ha scritto insieme a Mary Holland e la produzione di Marty Bowen e Isaac Klausner attraverso la loro Temple Hill Productions, con il cofinanziamento di Entertainment One, la cui divisione cinematografica gestirà la distribuzione nel Regno Unito e in Canada, e con Sony Pictures che si occuperà della distribuzione altrove attraverso l'etichetta TriStar. DuVall ha detto che "in molti modi, questo film è autobiografico" e ha scritto il film per vedere le sue esperienze rappresentate sullo schermo.
Nel novembre 2018, l'attrice Kristen Stewart (interprete di Abby nel film) ha firmato per recitare nel film, con Mackenzie Davis che si è unita al cast nel gennaio 2019. Il cast rimanente è stato completato nel gennaio 2020, con le aggiunte di Mary Steenburgen, Victor Garber, Alison Brie, Aubrey Plaza e Dan Levy.
Le riprese sono iniziate il 21 gennaio 2020 a Pittsburgh e si sono concluse il 28 febbraio seguente, poco prima che l'industria cinematografica venisse interrotta a causa della pandemia di COVID-19. Durante un'intervista a The Late Show con Stephen Colbert nel dicembre 2020, Aubrey Plaza ha rivelato che varie persone sul set, tra cui Kristen Stewart, sono risultate positive al COVID-19 nel periodo in cui stavano girando.

## Sequel
Nel dicembre 2020 DuVall ha dichiarato: "Mi piacerebbe fare un sequel. Ho un paio di idee. Ci siamo divertiti tanto a realizzare il film e ne stavamo parlando ancora allora. Ma è stato anche come, chissà se a qualcuno sarebbe importato del film o no? Quindi sono molto aperta a questo".
Nel maggio 2021 Mary Holland ha affermato che il sequel è nelle "fasi iniziali".